# Fantasy (bài hát của Mariah Carey)
"Fantasy" là một bài hát của ca sĩ người Mỹ Mariah Carey, được phát hành ngày 12 tháng 9 năm 1995 bởi Columbia Records dưới dạng đĩa đơn đầu tiên trích từ album phòng thu thứ 5 Daydream (1995). Bài hát do Carey và Dave Hall sáng tác và đồng sản xuất cùng Sean Combs. Lời bài hát mô tả người phụ nữ trong một mối quan hệ, nơi cô thường mơ mộng về người đàn ông của mình mỗi khi nhìn thấy anh. Bản phối lại của ca khúc bao gồm đoạn rap từ Ol' Dirty Bastard, được xem là một nỗ lực của Carey trong việc tấn công vào thị trường hip-hop.
Bài hát nhận được những phản hồi tích cực bởi các nhà phê bình âm nhạc đương đại, trong đó đánh giá cao việc sử dụng đoạn nhạc mẫu từ "Genius of Love" (1981) của Tom Tom Club cũng như giọng hát của Carey. Ngay sau khi phát hành, "Fantasy" đạt thành công rực rỡ trên toàn thế giới, đặc biệt là tại Hoa Kỳ. Đây là bài hát đầu tiên của một nữ nghệ sĩ và là bài hát thứ hai trong lịch sử Billboard ra mắt ở vị trí số 1 trên Hot 100. Bên cạnh việc đứng đầu bảng xếp hạng trong 8 tuần liên tiếp, bài hát cũng đứng đầu các bảng xếp hạng ở Úc, Canada, New Zealand và trở thành hit top 5 ở Bỉ, Phần Lan, Pháp và Vương quốc Anh. Bài hát nhận được một đề cử giải Grammy vào năm 1996 ở hạng mục "Trình diễn giọng pop nữ xuất sắc nhất".
Carey trình diễn "Fantasy" trực tiếp trên nhiều chương trình truyền hình và lễ trao giải lớn trên thế giới, như: Giải thưởng Âm nhạc Mỹ năm 1996, chương trình bảng xếp hạng âm nhạc của Anh quốc Top of the Pops và trên truyền hình Pháp. "Fantasy" cũng xuất hiện trong nhiều chuyến lưu diễn thành công của Carey, và trong các album tổng hợp của cô, như: #1's (1998), Greatest Hits (2001), The Remixes (2003), Playlist: The Very Best of Mariah Carey (2010) và #1 to Infinity (2015).
Bìa của đĩa đơn được chụp bởi nhiếp ảnh gia thời trang hàng đầu Steven Meisel và bìa album Daydream cũng được cắt từ đó. Carey đã tự tay đạo diễn cho video ca nhạc của "Fantasy", đánh dấu sản phẩm đầu tay mà cô làm đạo diễn. Carey đã nghĩ ra ý tưởng cho video và chọn địa điểm quay phim. Sau khi thất vọng với thành quả cuối cùng trong các video trước, cô quyết định tự tay thực hiện video này, với bối cảnh ở một công viên vui chơi. Vào giữa video, Ol' Dirty Bastard xuất hiện với tư cách khách mời trong vai chú hề. Video kết thúc với cảnh cô nhảy múa trên đỉnh chiếc xe mui trần, cùng với nhiều người khác đang vui chơi tiệc tùng.

## Bối cảnh
Carey bắt đầu sáp nhập hai thể loại urban R&B và hip hop trong Daydream (1995), có thể nhận thấy rõ rệt ở bài hát "Fantasy". Cô quyết định sử dụng đoạn hook bài hát "Genius of Love" của Tom Tom Club trong ca khúc này sau giai đoạn sáng tác bài hát cho album. Sau cùng, Carey và Hall biên tập đoạn nhạc mẫu cùng lời nhạc và giai điệu mà cô đã sản xuất trước đó. Carey mô tả cách mà ý tưởng này trở thành hiện thực:

Lúc đó tôi đang nghe 'Genius of Love' trên đài phát thanh và đã khá lâu tôi không nghe thấy bài hát ấy. Nó làm tôi gợi nhớ đến thời gian trưởng thành cùng tiếng đài phát thanh và cảm giác mà bài hát mang đến có vẻ phù hợp với giai điệu và ý tưởng căn bản mà tôi có với "Fantasy." Tôi ban đầu bàn bạc với Dave về ý tưởng này và cùng nhau thực hiện nó. Chúng tôi liên lạc đến Tom Tom Club và họ rất thích nó.

Theo Carey, các tác giả vô cùng hứng thú với ý tưởng này và ngay lập tức ký kết ủy quyền bài hát. Sau khi Carey giới thiệu đoạn nhạc mẫu, điệp khúc và nhịp điệu đến Hall, ông giúp phát triển phong thái bài hát sao cho "nổi bật nên giọng hát của Carey". Sau khi hoàn thiện bài hát, người chồng đương thời của Carey và cũng là Chủ tịch hãng Columbia, Tommy Mottola nghe đến "Fantasy" và đồng ý đưa nó vào album. Bìa của đĩa đơn do nhiếp ảnh gia thời trang hàng đầu Steven Meisel thực hiện. Một phiên bản cắt nhỏ của bức ảnh được dùng làm bìa album.

## Sáng tác
"Fantasy" là một bài hát nhạc pop, R&B đương đại và dance-pop tiết tấu nhanh, hòa trộn các yếu tố của funk, hip hop và bubblegum pop. Bản phối lại, với sự xuất hiện của O.D.B trong đoạn rap, cũng sáp nhập thể loại hip-hop trong đoạn dẫn của bài hát. "Fantasy" phần lớn sử dụng nhịp bass và bộ gõ, cũng như đoạn nhạc mẫu từ "Genius of Love". Bài hát có phân số chỉ nhịp trứ danh, với nhịp độ 127 nhịp một phút vừa phải. Quãng giọng của Carey trong bài hát trải dài từ D3 đến F6. Bài hát chứa đoạn lời hợp xướng do Carey sáng tác, đồng thời phát triển giai điệu bài hát cùng nhịp điệu gốc. Phần nhạc khí và sản xuất được Dave Hall trình bày, trong khi chính ông cũng tham gia đồng cải biên và sản xuất bài hát. Thành viên của nhóm Tom Tom Club, Tina Weymouth, Chris Frantz, Steven Stanley và Adrian Belew đều được ghi danh làm tác giả của bài hát do phần nhạc mẫu mà họ sáng tác.

## Đánh giá chuyên môn
Từ khi phát hành, "Fantasy" nhận được các đánh giá hầu hết là tích cực từ các nhà phê bình âm nhạc đương đại. Bill Lamb từ About.com cho một đánh giá rất tích cực, gọi bài hát "thực sự gây cảm hứng" và cho rằng đây là một "nấc thang mới trong sự nghiệp" của Carey. Stephen Thomas Erlewine từ Allmusic cũng khen ngợi bài hát, cho rằng "Carey tiếp tục hoàn thiện nên tác phẩm của mình và xứng đáng nhận được danh hiệu diva R&B/pop." Stephen Holden từ The New York Times khẳng định "với 'Fantasy,' Carey đường hoàng đặt chân đến lãnh thổ của dòng nhạc pop-soul mang ảnh hưởng Phúc âm hòa trộn cùng thể loại hip-hop nhẹ nhàng và thu âm nên một trong số những âm thanh hợp xướng tráng lệ nhất có thể được tìm thấy trong một album nhạc đương đại". Ông còn cho rằng "Fantasy" là một trong số những khoảnh khắc xuất sắc nhất của album. Slant Magazine xếp "Fantasy" ở vị trí thứ 60 trong danh sách "Đĩa đơn xuất sắc nhất thập niên 90", cho rằng bài hát "hoàn thiện một cách thoát ly, một giai điệu bubblegum mùa hè cùng chất giọng ngọt ngào và hoàn hảo của một diva trong thời tại vị".

### Giải thưởng
"Fantasy" giành nhiều giải thưởng lớn của ngành công nghiệp âm nhạc trong năm 1995 và 1996. Tại giải Blockbuster Entertainment Awards, bài hát giành chiến thắng tại hạng mục "Đĩa đơn được yêu thích." Bên cạnh đó, bài hát còn mang về danh hiệu "Giải thưởng Pop" tại giải thưởng American Society of Composers, Authors and Publishers (ASCAP) năm 1996. Carey giành giải "Thu âm dance của năm" tại National Dance Music Awards 1996. "Fantasy" giành thêm 2 giải khác tại Winter Music Conference National Dance Music Awards 1996 cho "Đĩa đơn được yêu thích" và "Thu âm dance của năm". Bài hát giành thêm giải "Bài hát pop của năm" tại Broadcast Music Incorporated (BMI) 1997, cùng giải "Đĩa đơn được yêu thích" tại giải Archer thường niên. Tại giải Grammy lần thứ 38, bài hát được đề cử cho "Trình diễn giọng pop nữ xuất sắc nhất".

## Diễn biến thương mại
"Fantasy" đạt thành công rực rỡ trên toàn thế giới. Đây là đĩa đơn quán quân thứ 9 của Carey tại Billboard Hot 100 Hoa Kỳ, trở thành đĩa đơn đầu tiên của một nữ nghệ sĩ ra mắt ở vị trí số 1 tại bảng xếp hạng này và là đĩa đơn thứ 2 trong lịch sử, sau "You Are Not Alone" của Michael Jackson. Chiến thắng tại ngôi quán quân Billboard Hot 100 của "Fantasy" được dựa trên lượng doanh số lớn, với ước tính khoảng 229,000 bản. Bài hát có 8 tuần dẫn đầu bảng xếp hạng, từ ngày 24 tháng 9 đến ngày 18 tháng 11 năm 1995, thời gian trụ hạng lâu nhất của Carey vào thời điểm đó cùng "Dreamlover" (1993). Bài hát truất ngôi "Gangsta's Paradise" của Coolio và sau đó bị "Exhale (Shoop Shoop)" của Whitney Houston thay thế. "Fantasy" có 23 tuần xuất hiện trong top 40 và đồng thời đạt thành công tại các định dạng khác của Billboard, bao gồm các bảng xếp hạng R&B và dance. Lượng doanh số cao giúp đĩa đơn 2 lần đạt chứng nhận đĩa Bạch kim bởi Hiệp hội Công nghiệp ghi âm Hoa Kỳ (RIAA), trở thành đĩa đơn đầu tiên của Carey lập được thành tích này. "Fantasy" là đĩa đơn bán chạy thứ 2 trong năm 1995 tại Hoa Kỳ, với doanh số 1,500,000 bản. Bài hát nằm ở vị trí thứ 7 trong danh sách Hot 100 cuối năm 1995 và vị trí thứ 49 trong năm kế tiếp. "Fantasy" còn được liệt ở vị trí thứ 15 trong danh sách Hot 100 cuối thập niên 1990.
Tại Úc, bài hát dẫn đầu bảng xếp hạng và đạt chứng nhận Bạch kim bởi Hiệp hội Công nghiệp ghi âm Úc (ARIA). Tại Canada, bài hát mở đầu tại RPM Singles Chart ở vị trí thứ 95 trong ấn bản ngày 2 tháng 10 năm 1995, và giành ngôi đầu bảng vào ngày 20 tháng 11 năm 1995. Bài hát trụ hạng trong tổng cộng 20 tuần, và xếp thứ 18 trên bảng xếp hạng cuối năm 1995 của RPM. "Fantasy" còn vươn lên top 10 tại hầu hết các quốc gia châu Âu và top 20 tại bảng xếp hạng Oricon Nhật Bản. "Fantasy" lần lượt đạt chứng nhận đĩa Bạc tại Pháp và Vương quốc Liên hiệp Anh bởi Syndicat National de l'Édition Phonographique (SNEP) và Công nghiệp ghi âm Liên hiệp Anh (BPI). Theo The Official Charts Company, bài hát bán được 280.000 bản tại Vương quốc Liên hiệp Anh. Bài hát còn dẫn đầu bảng xếp tại New Zealand, đồng thời đạt chứng nhận Bạch kim bởi Hiệp hội Công nghiệp ghi âm New Zealand (RIANZ).

## Video âm nhạc
Với "Fantasy", Carey lần đầu đảm nhận vai trò đạo diễn cho một video âm nhạc. Carey từng thẳng thắn chia sẻ mình không bằng lòng với một số video âm nhạc trước đây của cô. Vì thế, cô quyết định tự thân đạo diễn cho video này để có được kết quả đúng theo ý muốn nhất. Carey cho rằng cảm hứng cho video này là muốn đưa ra "cảm giác tự do và rộng mở", cố gắng thể hiện sự tự do mà cuối cùng cô cũng đạt được khi tự tay đạo diễn video âm nhạc của mình. Video của "Fantasy" ra mắt ngày 7 tháng 9 tại Giải Video âm nhạc của MTV. Video mở đầu bằng cảnh Carey khám phá công viên trò chơi Playland tại Rye, New York, trên một chiếc pa-tanh và trên một chiếc tàu lượn gỗ. Video bắt đầu cho thấy nhiều trích đoạn khi Carey tại công viên cho đến hết đoạn thứ 2. Sau đó, Carey tham gia một bữa tiệc ngoài trời nơi mọi người nhún nhảy trên mui xe.
Video này cũng chứa một cảnh liên quan đến một cô gái trẻ đáng yêu đang cố mô phỏng lại Carey, được xuất hiện lần nữa trong video "Shake It Off" (2005) của Carey. Video được quay vào giữa tháng 8 năm 1995. Trong video âm nhạc chính thức cho phiên bản phối lại, O.D.B có góp mặt trong vai chú hề, cũng như nhiều cảnh khác cùng Carey.

## Trình diễn trực tiếp

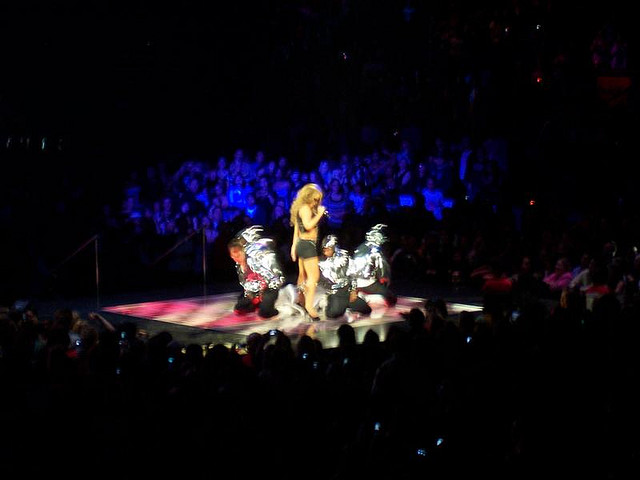
Carey cùng các vũ công đang trình bày "Fantasy" trong chuyến lưu diễn The Adventures of Mimi Tour vào năm 2006

Carey trình bày "Fantasy" tại Giải thưởng Âm nhạc Mỹ năm 1996, nơi cô giành 2 giải cao nhất. Trong phần trình diễn, Carey mặc một chiếc áo khoác đen dài cùng một đôi giày ống, quần và áo cùng màu, với nhóm bè 3 người. Ngoài ra, Carey còn trình diễn "Fantasy" trên chương trình âm nhạc Anh Quốc Top of the Pops trong một lần dừng chân quảng bá tại Vương quốc Liên hiệp Anh vào ngày 12 tháng 9 năm 1995. Trong khi ghi hình, cô mặc một chiếc áo xanh và áo chui đầu đen. Hai ngày sau, cô xuất hiện trên sóng truyền hình Pháp, nơi cô trình diễn bài hát cùng nhiều vũ công. Carey khoác một chiếc áo trắng hở bụng và một chiếc quần da đen cùng một đôi giày ống cao gót cùng màu. Trey Lorenz và nhóm bè nữ cũng xuất hiện trên sân khấu.
Bên cạnh các màn trình diễn trên truyền hình, bài hát còn được trình bày trong các chuyến lưu diễn của Carey. "Fantasy" được trình bày tại mỗi đêm diễn thuộc Daydream World Tour (1996). Màn trình diễn có cùng bối cảnh, trang phục và vũ đạo như tại giải thưởng Âm nhạc Mỹ. Phiên bản phối lại được trình bày tại Butterfly World Tour (1998), Rainbow World Tour (2000), Charmbracelet World Tour: An Intimate Evening with Mariah Carey (2004), The Adventures of Mimi (2006) và The Elusive Chanteuse Show (2014) cùng nhiều bối cảnh khác nhau. Vào năm 1998, Carey lần đầu trình bày phiên bản phối lại trong một đêm nhạc, diễn ra tại một sân khấu có màn hình lớn và xuất hiện nhiều phân cảnh ngắn của O.D.B. trong video. Carey mặc chiếc quần jean xanh cùng một chiếc áo trắng khi nhảy trên ghế cùng nhiều vũ công nam. Trong chuyến lưu diễn Charmbracelet Tour và Rainbow Tour, màn trình diễn đều có kết cấu giống nhau. Bài hát xuất hiện trong 3 chương trình ghi hình trực tiếp của Carey, Fantasy: Mariah Carey at Madison Square Garden, The Adventures of Mimi và Around the World.

## Bản phối lại
Carey hợp tác cùng nhà sản xuất Puff Daddy để thực hiện bản phối lại chính thức của "Fantasy", bản phối lại của Bad Boy. While Columbia allowed Carey more leniency with the music she recorded, they became hesitant when she featured Ol' Dirty Bastard in the remix for "Fantasy." Họ lo ngại sự thay đổi đột ngột có thể đi ngược lại âm nhạc của cô và gây tổn hại đến thành công của album. Sau cùng, phiên bản phối lại của The Bad Boy có sự góp mặt của O.D.B và giọng nền của Puff Daddy. Một vài yếu tố R&B của bài hát được loại bỏ khỏi phiên bản phối lại, trong khi đoạn bassline và đoạn nhạc mẫu "Genius of Love" được nhấn mạnh, trong khi đoạn dẫn từ phiên bản gốc được dùng làm điệp khúc. Một phiên bản khác không ghi đoạn của Ol' Dirty Bastard. Carey thu lại bài hát cho một phiên bản phối lại khác của David Morales mang tên "Daydream Interlude (Fantasy Sweet Dub Mix)." Phiên bản phối lại của Bad Boy nhận được những phản hồi tích cực. Ken Tucker từ Entertainment Weekly khẳng định đây là một trong những bài hát mà Carey "khẳng định chính mình", gọi cô "là một diva disco thập niên 90, một nhà kế vị xứng đáng trước những người phụ nữ tiên phong như Donna Summer và Vicki Sue Robinson".

## Di sản
—Kelefa Sanneh của The New York Times bình luận về ảnh hưởng của phiên bản phối lại của bài hát
"Fantasy" là minh chứng cho thấy một đoạn nhạc mẫu có thể được biến đổi "thành một kiệt tác nhạc pop hoàn thiện chân thực". Bài hát cùng phiên bản phối lại được cho là một trong những đĩa đơn quan trọng nhất trong sự nghiệp của Carey. Dựa trên thành công và ảnh hưởng của bài hát, Carey được ghi nhận là người giới thiệu dòng nhạc R&B và hip hop đến văn hóa pop chủ đạo và đại chúng hóa rap trở thành một phần phổ biến trong các bài hát sau năm 1995 của cô. Sasha Frere-Jones, biên tập viên của tờ The New Yorker gọi phiên bản phối lại của bài hát là "tiêu chuẩn cho các ngôi sao R&B/hip-hop như Missy Elliott và Beyoncé kết hợp giai điệu cùng phần rap. Các ngôi sao nhạc pop da trắng—bao gồm Britney Spears, 'N Sync và Christina Aguilera—đã trải qua gần 1 thập niên thực hiện nhạc pop mang ảnh hưởng đậm nét R&B." Hơn nữa, Jones còn cho rằng "Ý tưởng bắt cặp giữa một giọng ca nữ và một trưởng nam MC của dòng nhạc hip-hop đã thay đổi dòng nhạc R&B và sau cùng là tất cả nhạc pop. Cho dù ngày nay mọi người đều thực hiện ý tưởng này một cách công khai, thành công này của "Mimi" vẫn còn mãi thuộc về Carey." Judnick Mayard, tác giả của TheFader, cho rằng trong cuộc hợp tác giữa R&B và hip hop, "Người thắng cuộc trong cuộc phong trào này là Mariah Carey." Mayard còn khẳng định "Cho đến nay ODB và Mariah có thể vẫn là sự hợp tác xuất sắc và ngẫu nhiên nhất mọi thời đại", mà nhờ bản thu âm "Fantasy," "R&B và hip hop là anh em kế xuất sắc nhất."

## Danh sách bài hát
| Đĩa CD Toàn cầu 1. "Fantasy" – 4:04 2. "Fantasy" (Bad Boy) hợp tác với O.D.B. – 4:53 Đĩa CD maxi tại Mỹ/Vương quốc Anh #1 1. "Fantasy" (bản album) – 4:06 2. "Fantasy" (Bad Boy Fantasy) – 4:51 3. "Fantasy" (Bad Boy) hợp tác với O.D.B. – 4:52 4. "Fantasy" (Bad Boy Mix) – 4:14 5. "Fantasy" (Def Club Mix) – 11:15 | Đĩa CD maxi tại Vương quốc Anh #2 1. "Fantasy" (MC Mix) – 6:29 2. "Fantasy" (Puffy's Mix) – 4:53 3. "Fantasy" (Puffy's Club Mix) – 4:49 4. "Fantasy" (The Boss Dub) – 8:53 5. "Fantasy" (Sweet Dub Mix) – 8:11 |

## Thành phần thực hiện
Được lấy từ chú thích trong Daydream.
- Mariah Carey – giọng hát, đồng sản xuất, sáng tác
- Dave Hall – đồng sản xuất, sáng tác
- Tina Weymouth – sáng tác
- Chris Frantz – sáng tác
- Steven Stanley – sáng tác
- Adrian Belew – sáng tác

## Xếp hạng và chứng nhận
| Bảng xếp hạng (1995)                     | Vị trí cao nhất |
| ---------------------------------------- | --------------- |
| Úc (ARIA)                                | 1               |
| Áo (Ö3 Austria Top 40)                   | 13              |
| Bỉ (Ultratop 50 Flanders)                | 9               |
| Bỉ (Ultratop 50 Wallonia)                | 3               |
| Canada (The Record)                      | 1               |
| Canada Top Singles (RPM)                 | 1               |
| Canada Adult Contemporary (RPM)          | 2               |
| Canada Dance (RPM)                       | 1               |
| Denmark (Tracklisten)                    | 5               |
| Europe (European Hot 100 Singles)        | 4               |
| Phần Lan (Suomen virallinen lista)       | 2               |
| Pháp (SNEP)                              | 5               |
| Germany (Official German Charts)         | 17              |
| Ireland (IRMA)                           | 10              |
| Italy (Musica e Dischi)                  | 9               |
| Japan (Oricon Singles Chart)             | 18              |
| Hà Lan (Dutch Top 40)                    | 9               |
| Hà Lan (Single Top 100)                  | 10              |
| New Zealand (Recorded Music NZ)          | 1               |
| Na Uy (VG-lista)                         | 10              |
| Scotland (OCC)                           | 10              |
| Thụy Điển (Sverigetopplistan)            | 13              |
| Thụy Sĩ (Schweizer Hitparade)            | 10              |
| Anh Quốc (OCC)                           | 4               |
| Hoa Kỳ Billboard Hot 100                 | 1               |
| Hoa Kỳ Adult Contemporary (Billboard)    | 8               |
| Hoa Kỳ Adult Pop Airplay (Billboard)     | 8               |
| Hoa Kỳ Dance Club Songs (Billboard)      | 1               |
| Hoa Kỳ Hot R&B/Hip-Hop Songs (Billboard) | 1               |
| Hoa Kỳ Pop Airplay (Billboard)           | 1               |
| Hoa Kỳ Rhythmic (Billboard)              | 1               |

| Bảng xếp hạng (1995)                 | Vị trí |
| ------------------------------------ | ------ |
| Australia (ARIA)                     | 18     |
| Belgium (Ultratop 50 Wallonia)       | 41     |
| Canada (RPM)                         | 18     |
| Canada Adult Contemporary (RPM)      | 37     |
| Canada Dance (RPM)                   | 5      |
| Europe (European Hot 100 Singles)    | 27     |
| France (SNEP)                        | 24     |
| Italy (Hit Parade)                   | 86     |
| Netherlands (Dutch Top 40)           | 93     |
| Netherlands (Single Top 100)         | 77     |
| New Zealand (Recorded Music NZ)      | 4      |
| US Billboard Hot 100                 | 7      |
| US Hot Dance Club Songs (Billboard)  | 8      |
| US Hot R&B/Hip-Hop Songs (Billboard) | 14     |
| Bảng xếp hạng (1996)                 | Vị trí |
| US Billboard Hot 100                 | 49     |
| US Hot R&B/Hip-Hop Songs (Billboard) | 86     |

| Bảng xếp hạng (1990–99) | Vị trí |
| ----------------------- | ------ |
| US Billboard Hot 100    | 15     |

| Quốc gia                                                                           | Chứng nhận  | Số đơn vị/doanh số chứng nhận         |
| ---------------------------------------------------------------------------------- | ----------- | ------------------------------------- |
| Úc (ARIA)                                                                          | Bạch kim    | 70.000^                               |
| Pháp (SNEP)                                                                        | Bạc         | 125.000*                              |
| New Zealand (RMNZ)                                                                 | Bạch kim    | 10.000*                               |
| Anh Quốc (BPI)                                                                     | Bạc         | 280,000                               |
| Hoa Kỳ (RIAA)                                                                      | 2× Bạch kim | 1,605,000 (bản cứng)640,000 (nhạc số) |
| * Chứng nhận dựa theo doanh số tiêu thụ. ^ Chứng nhận dựa theo doanh số nhập hàng. |             |                                       |